# فرجت (فلم)
فرجت فيلم غنائي استعراضي مصري عام 1951 للمخرج حسين فوزي عن قصة أبو السعود الابياري، واشترك الاثنان في كتابة السيناريو والحوار. الفيلم من بطولة نعيمة عاكف، ومحسن سرحان، عباس فارس، وحسن فايق، ويعرض الفيلم قصة الراقصة ست الكل التي تحلم بالشهرة والمال من خلال العمل في فرقة استعراضية، وعندما يعيد والدها حقيبة ضاعت من سيدة ثرية، تعدهم بالمساعدة في العمل في الفرقة.
صدر الفيلم إلى دور العرض المصرية في 2 يوليو 1951.
منح موقع قاعدة بيانات الأفلام على الإنترنت (IMDB) الفيلم درجة 5.8/ 10.
منح موقع قاعدة بيانات الأفلام العربية «السينما.كوم» الفيلم درجة 5.6/ 10.

## طاقم التمثيل
نعيمة عاكف: في دور ست الكل أبو الخير.
محسن سرحان: في دور حسني عدنان.
عباس فارس: في دور أبو الخير (والد ست الكل وعازف القانون).
فؤاد شفيق: في دور عدنان بك (الثري ممول فرقة بلابل).
حسن فايق: في دور كروان (جار ست الكل).
مختار حسين: في دور متولي (حارس المسرح).
عبد السلام النابلسي: في دور بلابل (مخرج وموسيقي كبير).
وداد حمدي: في دور أم جميزة (صاحبة البيت).
حسن أتلة: في دور مدير مسرح نفرتيتي.
عبد المنعم إسماعيل: في دور مين يعرفه (صاحب مقهى الفن).
محمد البكار: في دور كوستا (سائق التاكسي).
منير الفنجري: في دور القهوجي.
سامية رشدي: في دور نور العيون هانم.
زمردة: في دور نرجس (عشيقة عدنان بك).
عبد الحليم القلعاوي: في دور غني الحرب.
عبد النبي محمد: في دور المحضر.
بالاشتراك مع: فكرية محمد – عبد العزيز سعيد – سامية محسن – سميحة محمد – نوال بغدادي – زكي محمد حسن – بترو طنوس – طوسون معتمد – مطاوع عويس – علية فوزي – أحمد عبد الحليم (راقص) -  ثلاثي مافيستو (رقص) -  فاطمة علي (غناء) – صلاح عبد الحميد (غناء).

## أحداث الفيلم
يعيش سكان حارة الطبل والزمر من الموسيقيين، في حالة من الكساد، وتعطلهم عن العمل، ويجلسون جميعا على قهوة الفن مين يعرفه، لصاحبها المعلم زينهم (عبد المنعم إسماعيل)، ويتحملهم صاحب القهوة حتى يحدث الفرج، رغم انه يعانى من مطالبات صاحب البيت بالإيجار، ويتزعم الموسيقيين عازف القانون أبوالخير (عباس فارس)، الذي كان عاطلاً أيضاً، بينما كانت إبنته ست الكل (نعيمه عاكف) تعمل راقصة ومغنية في أحد الكباريهات، ومعها جارهم كروان (حسن فايق) وإبنته سوبيا (نوال بغدادى)، ولكن حاول مدير الكباريه، تقديم ست الكل لأحد أغنياء الحرب (عبد الحليم القلعاوي)، مقابل المال، ولكن ست الكل والأستاذ كروان رفضا التفريط في شرف ست الكل، وقاما بالاعتداء على الزبون، مما كان سبباً في طردهم من العمل، لينضموا لباقى الموسيقيين العاطلين، ولكن كروان إقترح على أبو الخير، اللجوء لزميله الأستاذ بلابل (عبد السلام النابلسى) الذي أصبح مخرجا وموسيقياً كبيراً، وصاحب فرقة استعراضية كبيره، تقدم حفلاتها على مسرح نفرتيتى، ويطالبه بإلحاقه بالعمل، وتوجه أبو الخير لمسرح نفرتيتى، وبعد جهد جهيد وصل اليه، ولكن بلابل لم يتذكره، وطلب من حارس المسرح متولى (مختار حسين) طرده من المسرح. عثر أبو الخير، خارج المسرح، على حقيبة نسائية، بها كثير من المال، وفشل في العثور على صاحبتها، وعاد إلى الحارة، ليجد أم جميزة (وداد حمدى) صاحبة البيت، تهدده بالطرد لعدم دفع الإيجار، فاضطر لفتح الحقيبة ودفع جزء من الإيجار للست أم جميزة، وعندما علمت ست الكل بالحقيقة، بحثت عن صاحبة الحقيبة نور العيون هانم (سامية رشدي)، وردت لها الحقيبة ورفضت ان تتقاضى المكافأة الكبيرة التي منحتها لها، واكتفت بمبلغ الإيجار الذي أخذته، ولكنها طلبت منها ان تتوسط لدى الأستاذ بلابل ليلحقها وأهل الحارة بالعمل في فرقته. سافرت الست نور العيون هانم، فجأة إلى لبنان، وضاع الأمل. قابلت ست الكل الثري زوج الهانم عدنان بك (فؤاد شفيق)، ممول فرقة بلابل، وطلبت منه المساعدة، فوافق لأنه كان يعانى من عشيقته نرجس (زمردة حقى)، نجمة الفرقة الاستعراضية، والتي كانت تحتفظ بخطاباته الغرامية، وتهدده بالفضيحة إذا لم يدفع لها 5 آلاف جنيه. تم إلحاق ست الكل بالفرقة، واعتبرها الجميع العشيقة الجديدة لعدنان بيه، وحاولت نرجس محاربة ست الكل، ولكن الاخيرة استطاعت التغلب على نرجس، وسمعت بموضوع الخطابات، التي تهدد بها نرجس عدنان بيه، فقامت بسرقة الخطابات، وتقابلت مع حسنى (محسن سرحان) ابن الثرى عدنان بيه، وتبادلا الإعجاب.
قامت ست الكل بتسليم الخطابات إلى عدنان بيه، الذي حفظ لها جميلها، ووافق على إلحاقها وجميع أهل الحارة من الموسيقيين بفرقة نفرتيتى مع بلابل، وفهم أبو الخير ان ابنته أصبحت عشيقة عدنان، فرفض العرض ومعه كل الموسيقيين. تم طرد ست الكل من الحارة، ولكن كروان وإبنته سوبيا استعانوا بسائق التاكسى توسكا (محمد البكار)، وقاموا بخطف عدنان ونرجس، وإحضارهم للحارة ليعترفوا بالحقيقة أمام أهل الحارة، وإكتشف حسنى طهارة ست الكل وحسن معدنها فتزوجها، وعمل الجميع في فرقة بلابل الاستعراضية.

## إنتاج الفيلم
كتب ماهر زهدي من صحيفة الجريدة الكويتية في يوليو 2015: «أصيبت نعيمة عاكف بحالة نفسية سيئة بسبب مصرع الفنانة كاميليا... شعرت بحالة من تأنيب الضمير تجاهها، بسبب هجومها عليها أثناء تصوير فيلم» بابا عريس«... أنهى حسين فوزي سوء التفاهم وأوضح لنعيمة حقيقة الموقف من أنه تعمد ذلك لإثارة غيرتها، وهو ما أثار دهشة نعيمة من هذا الاعتراف الحذر»، أوضح المخرج حسين فوزي أنه اراد أختبار قوة، وصلابة الممثلة الراقصة نعيمة عاكف ليضعها في بطولة فيلمه التالي «فرجت».
كتب حسين صدقي قصة فيلم مقتبسة بعنوان «فرجت»، وكتب السيناريو والحوار والأغاني أبو السعود الإبياري، واختار نفس الممثلين الذين اعتادت نعيمة العمل معهم في أفلامها... رغم أن قصة الفيلم مقتبسة من مسرحية ألمانية، فإن حسين فوزي، استطاع أن يضعها في قالب مصري خالص.
سافر حسين فوزي إلى بيروت وقبل أن يعود إلى القاهرة، عرض فيلم «فرجت» في الثاني من يوليو 1951، بحضور نعيمة عاكف، ومحسن سرحان. عرض محسن سرحان الزواج على نعيمة عاكف بعد الانتهاء من تصوير الفيلم، ورفضت، وتزوجت المخرج حسين فوزي بعد ذلك في عام 1953، ووقع الطلاق في 1958.

## أغاني الفيلم
الحب: كلمات أبو السعود الابياري، ألحان عزت الجاهلي، غناء نعيمة عاكف.
فرجت: كلمات أبو السعود الابياري، ألحان علي فراج، غناء نعيمة عاكف.
أنا رقاصة: كلمات أبو السعود الابياري، ألحان عزت الجاهلي، غناء نعيمة عاكف.
ورد وياسمين: كلمات أبو السعود الابياري، ألحان أحمد صبره، غناء صلاح عبد الحميد.
كليوباترا: كلمات مصطفى السيد، ألحان أحمد صبره، غناء فاطمة علي، ونعيمة عاكف.
البحارة: كلمات مصطفى السيد، ألحان عزت الجاهلي، غناء نعيمة عاكف.

## استقبال الفيلم
كتب سامي السلاموني الناقد السينمائي عن حسين فوزي: "كان حسين فوزي أحد القلائل المتخصصين والفاهمين لطبيعة الفيلم الاستعراضي ... كتب القصة والسيناريو بنفسه حول الخط البسيط والكوميدي الذي يسمح بأكبر عدد من الرقصات والأغاني لنعيمة عاكف"، وتابع في خط حسين فوزي في فيلم "فرجت": "ظل حسين فوزي يصنع أفلامه مع نجمته على هذا المنوال، وبدى بالغ النشاط بعد أن وجد ضالته، فقدم في عام 1951 فيلمه "فرجت".
كتب وسيم عفيفي على موقع تراثيات مقالة تحت عنوان "زوج نعيمة عاكف الموهوب الذي لم ينال الشهرة": "حسين فوزي ... من المخرجين العمالقة الذين رغم فنهم العظيم لم يلقوا شهرةً كأبناء جيله ... تعتبر سنة 1949 م نقطة تحول في حياته إذ يلتقي بالفنانة الشاملة نعيمة عاكف التي ولدت وتربت في سيرك أسرتها عام 1922 والتي استهواها الرقص الشرقي، وهي في السادسة عشر من عمرها، حتى أصبحت نجمة ملهى الكيت الكات ... يشاهدها المخرج عباس كامل شقيق حسين فوزي فيصحبه لمشاهدتها، ومنذ تلك اللحظة ارتبط بها لأنها تجمع ما بين الرقص والغناء والأكروبات والتمثيل وألعاب السيرك والفنون الشعبية"، ويسترسل الكاتب في سرد عمل المخرج لإبراز إمكانات  نعيمة عاكف وكيف قدمها للجمهور: "فتاة من الحارة تسعى لأن يعمل أهلها في المسرح في فيلم "فرجت"... ويتابع إلى آخر العلاقة الفنية والعاطفية بين المخرج وبطلته فيقول: "يقدمها عام 1957 في دور الغازية الغجرية التي يقع في حبها شاب ثري في فيلم "تمر حنة"، أو فتاة في حارة العوالم في شارع محمد علي في فيلم "أحبك يا حسن" 1958 ليكون آخر أفلامهما معا بعد أن انفصلا بالطلاق".
كتب موقع بوابة دار الهلال عن النجاح الذي حققه الثنائي محسن سرحان ونعيمة عاكف: "في يوم 1 يوليو من عام 1951، تصدر محسن سرحان ونعيمة عاكف غلاف مجلة "الكواكب"، بسبب فيلم "فُرجت".

## روابط خارجية
- مقالات تستعمل روابط فنية بلا صلة مع ويكي بيانات